# 유충정
유충정(劉忠正, ?~?)은 고려의 관리이다.

## 생애
발해계 사람이며, 목종의 총애를 받아 지은대사좌사낭중(知銀臺事左司郎中)을 지내게 되었다.
1009년 1월, 김치양이 천추태후와의 아이에게 왕위를 계승시키고자 하는 사실을 알게 되어 이 사실을 목종에게 알렸으며 목종은 강조를 불러들여 김치양을 견제하려 했으나 강조는 목종을 폐위시키고 유행간을 살해했다. 이후로 유충정은 역사에 등장하지 않으며 그가 유행간과 같이 살해되었는지는 알 수가 없다. 이후 동명이인인지 동일인물인지 알 수는 없지만 1030년 7월 14일에 흥료국의 행영도부서로 대경한을 보내 고려에 구원을 요청하는 글을 올렸다.